# Gniewoszów-Granica (gmina)
Gniewoszów-Granica (lub Gniewoszew-Granica, do 1870 miasta Gniewoszów i Granica, późniejsza nazwa Gniewoszów) – dawna gmina wiejska istniejąca na przełomie XIX i XX wieku w guberni radomskiej. Siedzibą władz gminy była osada miejska Gniewoszów.
Gmina Gniewoszów-Granica powstała 1 stycznia?/13 stycznia 1870 w powiecie kozienickim w guberni radomskiej z obszaru pozbawionych praw miejskich, przyległych do siebie miast Gniewoszów i Granica i przekształceniu ich we wspólną gminę wiejską. Pod koniec XIX wieku jednostka figuruje już pod skróconą nazwą gmina Gniewoszów.
Brak informacji o dacie zniesienia gminy. Gmina funkcjonuje jeszcze w 1890 roku, lecz w wykazie gmin z 30 września 1921 jednostka już nie występuje, a zarówno Gniewoszów (1108 mieszkańców) jak i Granica (1030 mieszkańców) wchodzą w skład gminy Sarnów w powiecie kozienickim w woj. kieleckim z siedzibą w Gniewoszowie.
Współczesna gmina Gniewoszów jest terytorialnym odpowiednikiem dawnej gminy Sarnów po wchłonięciu gminy Gniewoszów-Granica.